# Paul Jan Nelissen
Paul Jan Nelissen (Haarlem, 1954) is een Nederlands scenarioschrijver.  
Hij is bekend van De Joodse Raad en Van God Los. 
Hij is voltijd scenarioschrijver, geeft daarnaast les in scenarioschrijven, en vervult bestuursrollen in de filmsector.

## Prijzen en nominaties
Scenario
- De Joodse Raad. Gouden Kalf Beste Scenario Dramaserie 2024 (met Roos Ouwehand).[3][4]
- Van God Los. Gouden Kalf Beste Scenario 2003 (met Pieter Kuijpers).[5]
- De Bende van Oss. Nominatie Gouden Kalf Beste Scenario 2011.
- Oorlogswinter. Nominatie Gouden Kalf Beste Scenario 2009.

Algemeen
- De Joodse Raad. Gouden Kalf Beste Dramaserie 2024.

- De Joodse Raad. Zilveren Nipkowschijf 2024.[6]
- Winter in Wartime (Oorlogswinter). Shortlisted for the 82nd Academy Awards in the category Best International Feature Film 2010.[7]
- Van God Los. Gouden Kalf Beste Film 2003.

## Filmografie (selectie)
- De Joodse Raad (2024) (vijfdelige televisieserie) (met Roos Ouwehand)
- Faithfully Yours (2022) (met Elisabeth Lodeizen en André van Duren)
- Thuisfront (2021) (vierdelige televisieserie) (met Elisabeth Lodeizen)
- Riphagen (2016) (met Thomas van der Ree)
- De bende van Oss (2011) (met André van Duren)
- Oorlogswinter (2008) (met Yasmin Jaffri en Maarten Veldhuis)[8]
- TBS (2008) (met Pieter Kuijpers)
- Van God Los (2003) (met Pieter Kuijpers)
- Wildschut & De Vries (2000-2001) (met Cor de Rijk)
- Onderweg naar Morgen (365 afleveringen)[9][8]
- Fort Alpha (1996-1997)
- In voor- en tegenspoed (1991-1997) (samen met zijn broer Marc Nelissen)

- International Standard Name Identifier: 0000 0003 6877 0629
- Library of Congress Control Number: no2011130425
- Nederlandse Thesaurus van Auteursnamen: 245873732
- Système universitaire de documentation: 190603208
- Virtual International Authority File: 168403161
- WorldCat: E39PBJht6YWHPFc4hC9GDvRR8C